# Галбиате
Галбиа̀те (на италиански: Galbiate, на западноломбардски: Galbiàa, Галбиаа) е градче и община в Северна Италия, провинция Леко, регион Ломбардия. Разположено е на 371 m надморска височина. Населението на общината е 8521 души (към 2014 г.).